# Шепетюк, Ирина Любомировна
Ири́на Любоми́ровна Шепетю́к (укр. Ірина Любомирівна Шепетюк; род. 13 февраля 1982, Коломыя, Ивано-Франковская область) — украинская легкоатлетка, специалистка по бегу на короткие дистанции. Выступала на профессиональном уровне в 2001—2009 годах, обладательница бронзовой медали Всемирной Универсиады, чемпионка Европы среди молодёжи, серебряная и бронзовая призёрка чемпионатов Украины, участница летних Олимпийских игр в Пекине. Мастер спорта Украины международного класса.

## Биография
Ирина Шепетюк родилась 13 февраля 1982 года в городе Коломыя Ивано-Франковской области Украинской ССР.
Впервые заявила о себе в лёгкой атлетике в сезоне 2001 года, когда стартовала в беге на 100 и 200 метров на чемпионате Украины в Киеве.
В 2002 году стала серебряной призёркой на международном турнире в Будапеште, заняла четвёртое место на Всеукраинских юношеских играх в Донецке.
В 2003 году на молодёжном европейском первенстве в Быдгоще в индивидуальном беге на 100 метров в финал не вышла, но в зачёте эстафеты 4×100 метров вместе с соотечественницами одержала победу.
На Кубке Украины 2004 года в Киеве завоевала серебряную и золотую награды в дисциплинах 100 и 200 метров соответственно. На Кубке Европы в Быдгоще стала третьей в эстафете 4×100 метров.
В 2005 году в дисциплине 100 метров выиграла серебряную медаль на чемпионате Украины в Киеве, бежала эстафету 4×100 метров на чемпионате мира в Хельсинки.
В 2006 году отметилась победой на чемпионате Европы среди полицейских в Праге, вновь получила серебро на чемпионате Украины в Киеве, в эстафете 4×100 метров заняла четвёртое место на чемпионате Европы в Гётеборге.
В 2007 году взяла бронзу на чемпионате Украины в Донецке. Будучи студенткой, представляла украинскую сборную на Всемирной Универсиаде в Бангкоке, где финишировала шестой в беге на 100 метров и стала бронзовой призёркой в эстафете 4×100 метров. На чемпионате мира в Осаке в ходе предварительного квалификационного этапа эстафеты украинская команда сошла с дистанции.
В 2008 году бежала 100 метров на Кубке Европы в Анси, выиграла серебряную медаль на чемпионате Украины в Киеве. Благодаря череде успешных выступлений удостоилась права защищать честь страны на летних Олимпийских играх в Пекине — здесь в программе эстафеты 4×100 метров на предварительном квалификационном этапе украинская команда была дисквалифицирована.
Завершила спортивную карьеру по окончании сезона 2009 года.
За выдающиеся спортивные достижения удостоена почётного звания «Мастер спорта Украины международного класса».